# ミシェル・フォルスター
ミシェル・フォルスター（Michelle Vorster、1978年9月12日 - ）は、ナミビア出身の女子自転車競技（マウンテンバイク・クロスカントリー(XC)）、自転車ロードレース選手。2020年東京オリンピックのナミビア代表選手である。

## 主な戦歴

### マウンテンバイククロスカントリー
- アフリカ大陸選手権
  - 2015年   3位 クロスカントリー
  - 2016年   3位 クロスカントリー
  - 2017年   優勝 クロスカントリー

- ナミビア国内選手権
  - 2015年  優勝 クロスカントリー
  - 2016年  優勝 クロスカントリー
  - 2017年  優勝 クロスカントリー
  - 2018年  優勝 クロスカントリー
  - 2019年  優勝 クロスカントリー
  - 2020年  優勝 クロスカントリー

### ロードレース
- ナミビア国内選手権
  - 2020年  優勝 ロードレース